# Cieszacin Wielki

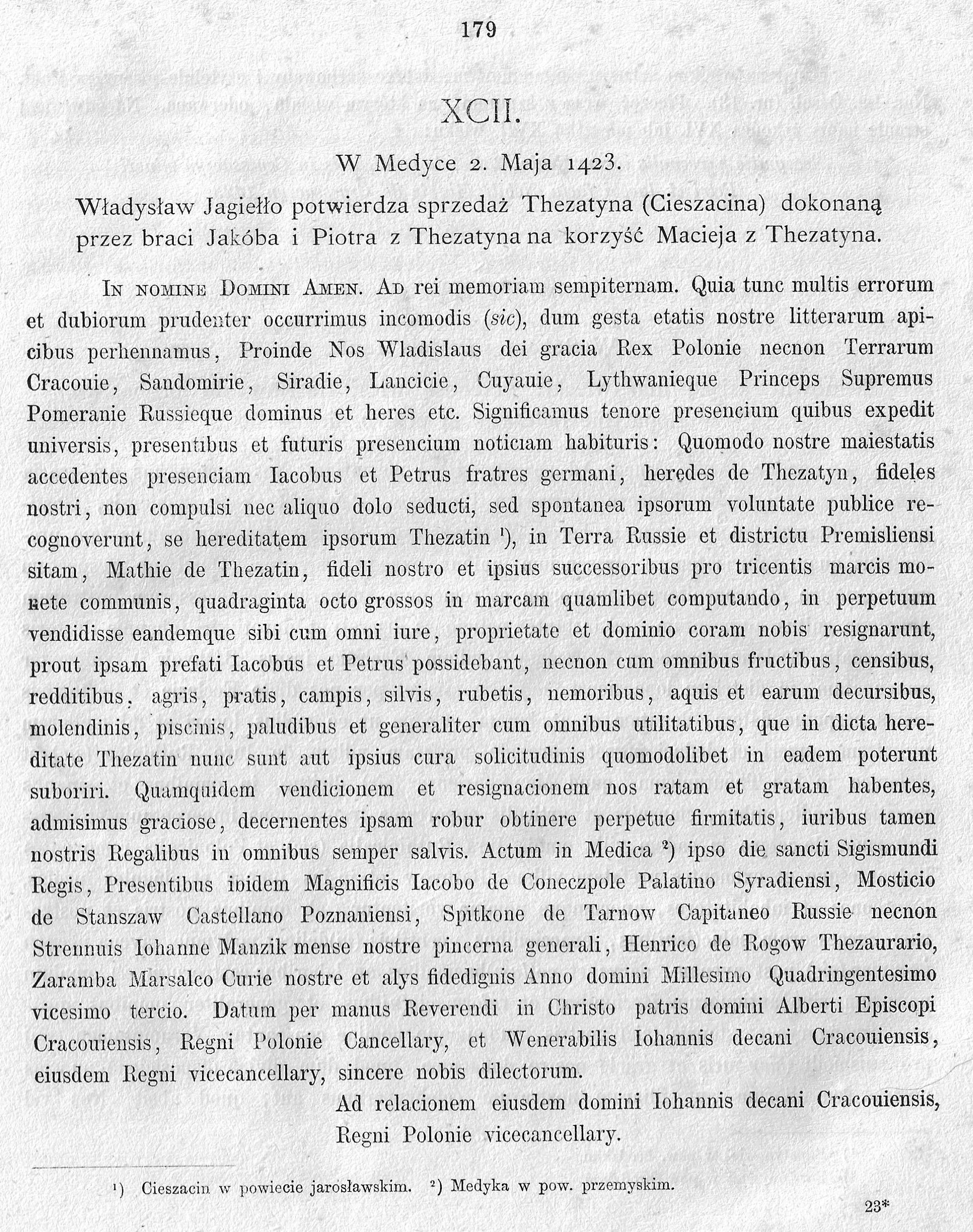
Najstarszy zachowany dokument z frazą „Cieszacin” (Thezatin) datowany na 2 V 1423, podpisany przez polskiego króla Władysława Jagiełłę w Medyce k. Przemyśla

Cieszacin Wielki – wieś w Polsce położona w województwie podkarpackim, w powiecie jarosławskim, w gminie Pawłosiów. Położona jest 7 km od miasta Jarosław.
| SIMC    | Nazwa    | Rodzaj    |
| ------- | -------- | --------- |
| 0607771 | Ożogów   | część wsi |
| 0607788 | Podlesie | część wsi |
| 0607794 | Ścieżki  | część wsi |

W latach 1944–1948, w miejscowości wybudowano drewniany kościół, poświęcony 17 XII 1948 r. przez bpa Franciszka Bardę, wyburzony na rzecz nowego kościoła w 2009 r. Miejscowość jest siedzibą rzymskokatolickiej parafii Niepokalanego Poczęcia w Cieszacinie Wielkim erygowanej 8 XII 1999 r. Obecny kościół parafialny wybudowany w latach 1998–2007, został poświęcony przez Przewodniczącego Konferencji Episkopatu Polski abpa Józefa Michalika16 XII 2007 roku.
W latach 1954–1968 wieś należała i była siedzibą władz gromady Cieszacin Wielki, po jej zniesieniu w gromadzie Pawłosiów. W latach 1975–1998 miejscowość administracyjnie należała do województwa przemyskiego.

## Historia Cieszacina Wielkiego
Cieszacin Wielki został założony w I poł. XIV wieku. Najstarszy dokument z wyrazem „Cieszacin” (Thezatin) pochodzi z aktu sprzedaży wsi z dnia 2 maja 1423 roku. Pismo podpisane przez polskiego króla Władysława Jagiełłę w Medyce, jest najstarszym datowanym pismem wzmiankującym miejscowość, lecz jej początków należy szukać zdecydowanie wcześniej. Ks. Józef Tabiński, w swojej kronice, pisanej w latach 1816–1818, datuje powstanie osady Cieszacin na rok 1380. Niewątpliwie te średniowieczne tereny były zamieszkiwane przez ludność mieszaną tj. ruską oraz polską, co tworzy dość śmiałą tezę, o istnieniu w tymże czasie w Cieszacinie Wielkim – cerkwi prawosławnej. Jej ewentualne istnienie tłumaczy powstanie kościoła i parafii rzymskokatolickiej w pobliskim Zarzeczu, erygowanej w 1430 r., której fundatorem był Henryk Ramsz -Cieszacki, będący dziedzicem Cieszacina Wielkiego, ale i też Cieszacina Małego oraz Kisielów.
Na początku XIX wieku ziemie te znalazły się w posiadaniu rodu Terleckich herbu Przestrzał, następnie weszły w skład wiana córki Leopolda Terleckiego – Bronisławy Terleckiej. Wyszła ona za mąż za Bolesława Drohojewskiego, a potem dobra odziedziczył ich syn Jan Józef Drohojowski. Należały one do niego aż do 1944 roku, kiedy zostały upaństwowione. Jan Józef Drohojowski podczas strajku chłopskiego w 1937 roku przez pewien czas był jednym z kierujących strajkiem w powiecie jarosławskim. Bez jego zgody chłopi nie mogli zawozić żywności na targ w Jarosławiu. W grudniu 1937 roku znalazł się wśród 10 przywódców oskarżonych o zorganizowanie strajku w Małopolsce. Gdy siedział w więzieniu do jego majątku przybyło 1000 chłopów, którzy za darmo pomogli w zebraniu zbiorów. Po procesie Drohojowski otrzymał najwyższy wymiar kary i został skazany na 3,5 roku więzienia. Podczas II wojny światowej Drohojowski został w 1944 roku aresztowany przez NKWD i uwięziony w obozie w Trzebusce. Jan Drohojowski był kawalerem i w czasie wojny mieszkał w Cieszacinie z matką. W 1939 roku gościli Wincentego Witosa, który na początku września, tak jak wielu Polaków, ewakuował się pociągiem w kierunku Lwowa. Przebywał on w dworze do momentu aresztowania przez Niemców, które odbyło się pomiędzy 16 a 20 września 1939 roku.

## Zabytki na terenie wsi
- Pomnik przyrody „Dąb i sosna” –  zniszczony przez wyładowania atmosferyczne, które miały miejsce w 2011 roku[20]
- Krzyż powstały przed, lub w latach 1779–1783 – „Czarna Figura”[7], znajdował się na skarpie nad drogą powiatową nr 1617R z Jarosławia do Cieszacina. Podczas budowy autostrady został on przez parafian i proboszcza parafii pw. Niepokalanego Poczęcia NMP w Cieszacinie Wielkim przeniesiony w inne miejsce ponieważ stał na trasie zjazdu z wiaduktu[21].
- Krzyż powstały przed, lub w latach 1779–1783 – „Figura”, znajdujący się naprzeciwko kościoła parafialnego[7].
- Krzyż z 1831 r. postawiony na miejscu pochówków wielu ludzi (zmarłych w czasie epidemii cholery) koło „Dębu i sosny”[7].
- Murowany budynek Szkoły Podstawowej z 1890 r. powstały ze składek mieszkańców zbieranych przez wójta Jana Bloka. Od 1995 r. nieużytkowany, ze względu na budowę nowej szkoły[22].
- Kapliczka MB Szkaplerznej – „Na zakręcie”, powstała w 1890 lub 1899 r.[23]
- Kapliczka MB Nieustającej Pomocy, powstała w 1911 r.[7]
- Kapliczka NSPJ, powstała w 1913 r.[7]
- Eklektyczny Dwór z 1906 r. według projektu Piotra Aignera [15].
- „Żelazny Most” wybudowany na polecenie Tadeusza Dzieduszyckiego w 1912 r.[22]
- Drewniany budynek Szkoły Podstawowej z 1933 r.[22]

## Zabytkowy dworek w Cieszacinie Wielkim
Pierwszą siedzibą, którą postawili Terleccy, był modrzewiowy dwór z portykiem i tarasem wychodzącym na ogród – typowy dom szlachty z tamtego okresu. Dwór ten nie zachował się jednak do dziś.
Dokładna data powstania obecnego pałacyku jest nieznana. Prawdopodobnie powstał na początku XIX wieku, a jego projektantem był przypuszczalnie znany architekt Piotr Aigner. Cieszacki pałacyk bardziej przypomina pawilon ogrodowy niż rezydencję. Jest tym samym typowym przejawem architektury romantyczno-sentymentalnej, dominującej w końcu XVIII i na początku XIX wieku. Początek XIX wieku to okres, gdy w architekturze reprezentacyjnej i publicznej dominował klasycyzm, tymczasem mniejsze budowle stanowiły pole do prób związanych z neostylami, początkowo z gotykiem. Widać to choćby na przykładzie tego budynku. Do prostej bryły na planie kwadratu dostawiona została narożna wieża – baszta zwieńczona krenelażem. Do ok. 1953 istniał przylegający do murowanej części od strony drogi, pawilon drewniany, później zdewastowany i rozebrany, podobno był też taki pawilon po drugiej stronie pałacyku koło narożnej wieży, ale zniknął w czasie wojny.
Ostatnim właścicielem obiektu był Jan Józef Drohojowski (ur. 1880), syn Bronisławy (1849–1941) i Bolesława (1848–1916) Drohojowskich (w ręce rodziny dobra przeszły pod koniec XIX wieku).
Po II wojnie światowej w pałacyku znajdowała się siedziba NKWD. Po wyprowadzce tajnych służb w pałacyku ulokowano siedzibę Gromadzkiej Rady Narodowej oraz Bibliotekę Gromadzką. W 1960 roku po likwidacji urzędu GRN, i przeniesieniu biblioteki do pobliskiego budynku Wiejskiego Domu Kultury (obecnie nieistniejącego), zaadaptowano budynek na potrzeby szkoły. Szczególnie ten okres użytkowania wpłynął negatywnie na stan obiektu. Podobno w latach 80. podjęto próbę remontu, jednak z braku środków nieudaną. „Zameczek” otacza zdziczały park krajobrazowy, a w drzewostanie zachowało się kilka starych dębów będących pomnikami przyrody.

## Osoby związane z Cieszacinem Wielkim
- Franciszek Ciechoń (1911–1940) – porucznik Wojska Polskiego, zginął w 1940 r. w Charkowie.
- Stanisław Siara (1891–1974) – burmistrz Jarosławia w latach 1936–1939, kapitan Wojska Polskiego.
- Wojciech Stanowski (1904–1990) – polityk, poseł na Sejm PRL II kadencji.
- prof. dr hab. Józef Kukułka (1929–2004) – politolog, badacz stosunków międzynarodowych, dyplomata i twórca Instytutu Stosunków Międzynarodowych UW.
- Teresa Król-Domańska (1921–2011) – polityk, poseł na Sejm PRL III i IV kadencji, odznaczona Krzyżem Kawalerskim Orderu Odrodzenia Polski.
- Jan Kułaj (1958–2021) – pierwszy przewodniczący Niezależnego Samorządnego Związku Zawodowego Rolników Indywidualnych „Solidarność”.

## Sport
W Cieszacinie Wielkim w 1948 został założony klub piłkarski LKS Iskra. W sezonie 2023/2024 „Iskra” występuje w klasie B w grupie Przeworsk.